# Nasz Bubelon
Nasz Bubelon – album zespołu T.Love Alternative, który został zarejestrowany podczas koncertu w Jarocinie w 1984 roku. Album ukazał się tylko na kasetach magnetofonowych. Album ten nosił też tytuł „Nasz Babylon”. Tilele Rekords, oficjalnie wydawca płyty, tak naprawdę nie istniał, a kasety były rozprowadzane w trakcie koncertów.
W 2002 roku album ten ukazał się na płycie kompaktowej razem z reedycją albumu „Wychowanie”.

## Lista utworów
1. „Nasz Babylon” – 1:39
2. „Polowanie (na słonia)” – 3:20
3. „Gwiazdka” – 1:50
4. „Karuzela” – 2:14
5. „Gabinet” – 2:51
6. „Imperium” – 1:52
7. „Gorączka” – 3:37
8. „Love Funk” – 2:50
9. „Wychowanie” – 2:46
10. „Ogolone kobiety” – 6:44
11. „Garaż '84” – 2:36

## Muzycy[3]
- Muniek Staszczyk – śpiew
- Janusz Knorowski – gitara
- Andrzej Zeńczewski – gitara
- Jacek Śliwczyński – gitara basowa
- Jacek Wudecki – perkusja
- Darek Zając – instrumenty klawiszowe
- Piotr Malak – saksofon